# 44ひきのねこ
『44ひきのねこ』（しじゅうしひきのねこ）は、イタリアの童謡を原曲とした日本の楽曲。またその原曲となったイタリアの童謡をも指すことがある。原曲の作詞・作曲はジュゼッペ・カザリーニ。

## イタリア語原曲
原題は「Quarantaquattro gatti」（大意：四十四匹のネコ）である。イタリアの国際歌唱コンクール『ゼッキーノ・ドーロ』第10回（1968年）で、優勝に相当する金貨賞を受賞した。
- 作詞・作曲：ジュゼッペ・カザリーニ (Giuseppe Casarini, 1924年 - 2015年)
- 歌唱者：バルバラ・フェリーゴ (Barbara Ferigo)

音楽は、各番の前半は6/8拍子のスローテンポだが、後半は一転して2/2拍子のマーチテンポに変わる。
初演以来一貫して、ゼッキーノ・ドーロを代表する歌曲のひとつとして扱われており、1999年に発売されたゼッキーノ・ドーロ歌曲のアニメDVDシリーズ「I cartoni dello Zecchino d'Oro」の第1巻にも収録された。現在発売されている版では第4巻に収録されている。
第50回ゼッキーノ・ドーロを記念して開催された2007年の「Gran galà dello Zecchino d'Oro (it)では、ゼッキーノ・ドーロの発起人であるチノ・トルトレッラ (it)がこの歌を歌唱した。
第56回ゼッキーノ・ドーロ（2013年）の初日に、オープニングテーマおよびエンディングテーマとして、番組内で歌われた。

### 44 gatti (quarant'anni dopo)
第40回ゼッキーノ・ドーロ（1997年）では、この「Quarantaquattro gatti」を元とした新曲「44 gatti (quarant'anni dopo) 」（原題の大意：四十四匹のネコ、40年たったら）が、ゼッキーノ・ドーロの第40回開催記念の作品として発表され、ゼッキーノ・ドーロの主催元であるアントニアーノ協会所属の2組の合唱団、ピッコロ・コーロ”マリエーレ・ヴェントレ”デラントニアーノとヴェルディ・ノーテ・デラントニアーノによって歌唱された。作者はマリア・クリスティーナ・ミッシャーノとジュゼッペ・カザリーニ。

## 日本語カバー版
日本語版は、訳詞が阪田寛夫、編曲は越部信義による。
1969年4月、NHKの『みんなのうた』で紹介。歌唱は東京放送児童合唱団。ビル地下のゴミ箱に集結した44匹の野良猫が、生活改善を話し合うも、結局はいつも通りのゴミ箱漁りとなる内容。放送では2番は省略され、コーダ部分は転調せずに歌われた。映像は常連・中原収一製作によるアニメで、後半では野良猫の列の映像の最中に、「6×7＝42」「44－42＝2」と数式映像が入る内容となっている。
2006年8月31日・同年12月26日・2007年1月3日の3回に渡って、衛星第2テレビの『なつかしのみんなのうた』で『パンのマーチ』（これも中原製作アニメ映像）と共に再放送され、1985年8月・9月と2008年8月・9月には地上波でも再放送された。またこの直前の2008年7月には、NHK総合『お元気ですか日本列島』の「みんなのうたリクエスト」でも紹介され、番組内では「ゼッキーノ・ドーロ」の事が述べられた。現在はDVD-BOX「みんなのうたDVD-BOX」DISC.4に収録されている。
2014年4月には再び地上波で再放送、2020年には『みんなのうたリクエスト』（定時番組）で再放送後、2021年12月には『チム・チム・チェリー』・『ポンタ物語』と合わせてメドレー放送された。

## 備考
放送時はキングレコード発売の『みんなのうた』関連LPレコードに収録されたが、放送バージョンとは異なり、コーダ部分がオリジナル同様転調していた。このバージョンは、その後キングから発売されたCDにも収録されている。